# Понятова (гмина)
Гмина Понятова (пол. Gmina Poniatowa) — гмина (волость) в Польше, входит как административная единица в Опольский повет (Люблинское воеводство), Люблинское воеводство. Население — 15 295 человек (на 2004 год).

## Сельские округа
1. Домброва-Вроновска
2. Хенин
3. Кочанув
4. Коваля-Друга
5. Коваля-Первша
6. Крачевице-Прыватне
7. Крачевице-Жондове
8. Лесничувка
9. Млынки
10. Незабитув
11. Незабитув-Колёня
12. Облизняк
13. Плизин
14. Понятова-Колёня
15. Понятова-Весь
16. Сплавы
17. Щучки-Колёня
18. Вулька-Лубковска
19. Зофянка

## Соседние гмины
1. Гмина Белжыце
2. Гмина Ходель
3. Гмина Карчмиска
4. Гмина Ополе-Любельске
5. Гмина Вонвольница
6. Гмина Войцехув